# Maria Vittoria Fontana
Maria Vittoria Fontana es una deportista italiana que compitió en judo. Ganó una medalla de bronce en el Campeonato Europeo de Judo de 1977, en la categoría de –52 kg.

## Palmarés internacional
| Campeonato Europeo | Campeonato Europeo | Campeonato Europeo | Campeonato Europeo |
| Año                | Lugar              | Medalla            | Categoría          |
| ------------------ | ------------------ | ------------------ | ------------------ |
| 1977               | Arlon (Bélgica)    | Medalla de bronce  | –52 kg             |